# Agronômica
Agronômica es un municipio brasileño del estado de Santa Catarina. Tiene una población estimada al 2022 de 6 055 habitantes. Forma parte de la Región metropolitana del Alto Valle de Itajaí.

## Historia
A comienzos del Siglo XX se instalaron en la localidad pobladores provenientes de Rio dos Cedros y Rodeio, en busca de mejores condiciones de vida. El lugar era conocido entonces como Pastagem (Pastar), debido a la buena calidad de pasto de la tierra. La localidad era una habitual zona de descanso para los troperos de la zona.
Fue elevado a distrito en 1961 y a municipio en 1964.